# Orthosiphon
Orthosiphon es un género  de plantas con flores perteneciente a la familia Lamiaceae. Comprende 20 especies descritas y de estas, solo 4 aceptadas.

## Descripción
Son hierbas perennes o subarbustos con un indumento eglandular escaso. Las hojas indivisas, crenadas a aserradas, pecioladas o sésiles. Florece en 4-6 verticilastros  en racimos terminales o laterales. Las brácteas pequeñas. Flores blancas, lilas de color púrpura. Cáliz pequeño en flor. Los frutos son núculas ovoides.

## Taxonomía
El género fue descrito por George Bentham y publicado en Edwards's Botanical Register15: , pl. 1300. 1830. La especie tipo no ha sido designada.
Etimología
Orthosiphon: nombre genérico que deriva de las palabras griegas: "ortho" = arriba y "siphon" .

## Especies aceptadas
A continuación se brinda un listado de las especies del género Orthosiphon aceptadas hasta mayo de 2015, ordenadas alfabéticamente. Para cada una se indica el nombre binomial seguido del autor, abreviado según las convenciones y usos.	
- Orthosiphon adenocaulis A.J.Paton & Hedge, (1998).
- Orthosiphon allenii (C.H.Wright) Codd, (1964).
- Orthosiphon argenteus A.J.Paton & Hedge, (1998).
- Orthosiphon aristatus (Blume) Miq., (1858). 
  - Orthosiphon aristatus var. aristatus.
  - Orthosiphon aristatus var. velteri Suddee & A.J.Paton, (2005).
- Orthosiphon biflorus A.J.Paton & Hedge, (1998).
- Orthosiphon bullosus Chiov., (1915).
- Orthosiphon cladotrichos Gürke (1895).
- Orthosiphon cuanzae (I.M.Johnst.) A.J.Paton, (1995).
- Orthosiphon discolor A.J.Paton & Hedge, (1998).
- Orthosiphon ellipticus A.J.Paton & Hedge, (1998).
- Orthosiphon exilis A.J.Paton & Hedge, (1998).
- Orthosiphon ferrugineus Balf.f., (1884).
- Orthosiphon fruticosus Codd, (1964).
- Orthosiphon glandulosus C.E.C.Fisch., (1930).
- Orthosiphon hanningtonii (Baker) A.J.Paton, (1992).
- Orthosiphon humbertii Danguy, (1926).
- Orthosiphon incurvus Benth. in N.Wallich, (1830).
- Orthosiphon lanatus Doan ex Suddee & A.J.Paton, (2005).
- Orthosiphon miserabilis A.J.Paton & Hedge, (1998).
- Orthosiphon newtonii Briq., (1903).
- Orthosiphon nigripunctatus G.Taylor, (1931).
- Orthosiphon pallidus Royle ex Benth., (1833).
- Orthosiphon parishii Prain, (1890).
- Orthosiphon parvifolius Vatke, (1881).
- Orthosiphon pseudoaristatus Suddee, (2005).
- Orthosiphon robustus Hook.f., (1885).
- Orthosiphon rotundifolius Doan ex Suddee & A.J.Paton, (2005).
- Orthosiphon ruber A.J.Paton & Hedge, (1998).
- Orthosiphon rubicundus (D.Don) Benth. (1830). 
  - Orthosiphon rubicundus var. hainanensis Y.Z.Sun ex C.Y.Wu, (1965).
  - Orthosiphon rubicundus var. rubicundus.
- Orthosiphon sarmentosus A.J.Paton & Hedge, (1998).
- Orthosiphon scapiger Benth. in N.Wallich, (1830).
- Orthosiphon scedastophyllus A.J.Paton, (1995).
- Orthosiphon schimperi Benth. (1848).
- Orthosiphon schliebenii A.J.Paton, (2009).
- Orthosiphon thymiflorus (Roth) Sleesen, (1959) - albahaca aromática de Cuba[4]
- Orthosiphon truncatus Doan ex Suddee & A.J.Paton, (2005).
- Orthosiphon vernalis Codd, (1964).
- Orthosiphon violaceus Briq., (1894).
- Orthosiphon wattii Prain, (1897).
- Orthosiphon wulfenioides (Diels) Hand.-Mazz., (1930). 
  - Orthosiphon wulfenioides var. foliosus E.Peter, (1937).
  - Orthosiphon wulfenioides var. wulfenioides.